# Bal masqué à l'opéra
Le Bal masqué à l'opéra est un tableau réalisé par le peintre Édouard Manet au printemps 1873. Il a fait des esquisses préparatoires sur place, puis l'a réalisé dans son atelier de la rue Saint-Pétersbourg (Paris) où il venait juste de s'installer.

## Description et histoire du tableau
Il rappelle dans son objet La Musique aux Tuileries peinte plus de dix années auparavant. Comme dans ce tableau Manet y a fait figurer plusieurs de ses amis. Ceux-ci ont posé dans son atelier à cette occasion. On reconnaît notamment le compositeur Emmanuel Chabrier et le collectionneur Hecht.
La toile joue sur les contrastes de couleurs entre une masse d'hommes et quelques femmes entièrement vêtus de noir, et les masques, habillés de façon extravagante.
Stéphane Mallarmé a dit à propos de cette peinture : « Les masques ne font, dans le tableau, que rompre, par quelques tons de frais bouquets, la monotonie possible du fond d'habits noirs. »
Théophile Gautier a écrit huit ans avant qu'il fut peint, des vers qui paraissent bien correspondre à ce tableau de Manet :
Le Carnaval déjà

Prend pour déguisement

L'habit qui sert au bal

Comme à l'enterrement.
L’opéra qu'on voit ici était situé 12 rue Le Peletier dans le IXe arrondissement. Un incendie, la même année que celle où Manet peint le tableau, détruit la totalité du bâtiment.
Jugée trop naturaliste cette peinture fut refusée au Salon de 1874.
Elle appartient un temps à Jean-Baptiste Faure, chanteur d'opéra et grand collectionneur de peintures de Manet. Il en posséda jusqu'à soixante-sept.
Le tableau a été offert à la National Gallery of Art de Washington par Mrs. H. Havemayer en 1982.